# 百千の定にかわたれし剋
『百千の定にかわたれし剋』（ひゃくせんのじょうにかわたれしとき）は、エウシュリーから2024年8月30日に発売されたコンピュータゲームであり、同社25周年記念タイトルでもある。
本作は『神採りアルケミーマイスター』の前日譚であり、同作に登場するミケルティ王国連合の前身であるミケルティ王国が発展する様子を、「料師」と呼ばれる青年・マルクの視点から描いたものである。
2025年2月28日には、拡張パック「彼女たちの東奔西走拡張パック」の発売が予定された。

## システム
本作は『戦女神』や『封緘のグラセスタ』といったエウシュリーの過去作品のシステムを基にしている。同時に本作はセミフリーシナリオというシステムが採用されており、主人公が8つの町をめぐる順番によって物語の展開が変わる。
また、本作は別売りのアペンドデータを導入すればアダルトゲームとしても遊べるようになっており、パッケージ版はこのアペンドデータが同梱されている。アペンドデータには、もし『神採りアルケミーマイスター』のセラウィが出てきたら…というifシナリオが収録されており、追加ユニットとして本人が登場する。
「彼女たちの東奔西走拡張パック」には、『天秤のLa DEA。戦女神MEMORIA』の登場人物・メティサーナが新規味方ユニットとして参戦するほか、本編ではNPCだったヴィオレットとルフィナもクローンユニット扱いでパーティーに組み込めるようになったほか、彼女たちを主題としたシナリオも収録されている。なお、「彼女たちの東奔西走拡張パック」にもHシーンが収録されているが、閲覧するには『百千の定にかわたれし剋』本体にアペンドデータを導入する必要がある。

## あらすじ
ラウルバーシュ大陸南方セテトリ地方にあるミケルティ王国は豊かな自然を生かした工芸品で栄えていたが、このところは民衆は王族や貴族の悪政に苦しめられていた。ある日、素材調達をおこなう「料師」マルクの住むコテリエルにて、王国騎士団によって調度品や作物などが略奪される事件が起こる。これがきっかけで、マルクは国を変えようと動き出す。

### あらすじ（彼女たちの東奔西走拡張パック収録分）
お騒がせ天使の来訪
ある日、天使族のメティサーナが同胞を探しにミケルティ王国を訪れる。マルクたちは彼女に協力するため、とある迷宮に挑む。
王女様の休息記
暇だと嘆いていたヴィオレットは、ある噂を聞きつけて、護衛のルフィナを連れて未開の島・ユソ＝キエラ島に行く。現地でヴィオレットに置いて行かれたルフィナは、マルクたちに一緒に探してくれと頼む。

## 登場人物
マルク
声：志藤春道
本作の主人公で、コテエリルにて料師をしている。
孤児だった自分に料師という職を紹介した町の人々に感謝しており、受けた恩は絶対に返すという行動原理を持つ。
ルイリ（瑞李）
声：黒井勇
マルクの相棒。他国からミケルティ王国に移住した際にマルクと知り合い、以来家族同然の付き合いをしている。お調子者のように見えて、マルク以上に素材の知識が豊富である。
ロラン
木下くわがた丸
旅回りの吟遊詩人。保身のために中立としてふるまう自分を変えたいと思っている。
ソフィア
声：妃依恋
リヤマで、織物職人の見習いをしている女性。母親からの教育により、他者には心優しく接するようにしている。
シャルロット
声：しましまはかせ
王立魔法学校を出たばかりの少女。爵位を持つ家の生まれだが、人の価値は出自で決まるものではないという考えを持っており、才能ではなく努力でのし上がった過去を持つ。
アルヴィナ
声：北板利亜
ミケルティ王国の港町アムレシィを拠点とする女魔剣士。強さを追い求める中で、一時はネリィール王国で魔術の修行していた。このため、ヴァスタール神の魔術を扱えるが、信仰心は薄い。
エルネス
声：藤色せりな
ベルリア王国から送られてきたマーズテリア神殿の神官戦士。赴任地であるラキメルにはマーズテリア神の信者が多く、彼らの保護の側面もあるが、本人はこれも修行だと思っている。また、まじめな努力家である一方、不慣れな土地での任務に対してやや緊張している。
ルーデンステルグ
声：うろ
ユイドラで活動する腕利きの職人。交渉も得意で、周囲からの信頼も厚い。
セレストラヴィ
声：桜似あかり
「尖晶樹の森」（レイシアメイル）に住むエルフの女狩人。好奇心が強い。狩りの腕前に加え、人間に対する偏見がないため、エルフ族の使者として人里に送られることが多い。
ヴェラ
声：あかしゆき
ユソル部族国の女戦士で、交易請負人としてミケルティ王国の街アムレントを往復している。自分が認めた強者に対しては敬意を表する一方、そうでない者に対しては冷たい。また、ミケルティ王国で異文化に触れた結果、判断に迷いが生じている。

### ミケルティ王家
トキーグ・ジルテリィ
ミケルティ王国の国王。もともとは名君だったが、妻を亡くして以来、苛烈な政策を立てるようになってしまった。
セドリック・ジルテリィ
ミケルティ王国の王子で、王位継承権は第一位。次期国王として期待されるなど優秀な反面、周囲への説明が不十分なまま直感で動いてしまうこともある。
ヴィオレット・ジルテリィ
声：赤丸いくら
ミケルティ王国の第一王女で、セドリックの妹である。好奇心旺盛で、たびたびお忍びで市井に紛れ込む。
セテア・ジルテリィ
声：実羽ゆうき
ミケルティ王国の第二王女で、聡明な性格をしている。おとなしい性格だが、芯が強い。また、父との口論が絶えない。
ルフィナ
声：金森ひよこ
ヴィオレットの護衛を務める女性。貧しい家庭に生まれ、生き抜くために武力を磨いてきた。生まれ故見下されることも多いが、ヴィオレットが身分を気にしない性格であるため、あまり気にしていない。

### その他
メティサーナ
声：金森ひよこ
『天秤のLa DEA。戦女神MEMORIA』からのゲストキャラクター。天使階級第八位、斥候型（アプサエル）の大天使。天使としては優秀だが空回りすることもあることに加え、人間族に対する偏見がある。

## 制作
元々エウシュリーはジャンルを決めてから製作することが多く、本作の場合は直近がシミュレーションばかりだったことやユーザからの要望を受け、RPGに決まった。そのさい、ブランド25周年ということで大型作品にしたいといった声や、過去作品と関連付けたいという声が寄せられ、『神採りアルケミーマイスター』の前日譚を作ろうということになり、本作の企画へと発展した。より具体的には、同作の舞台であるミケルティ王国連合の前身であるミケルティ王国の成長を軸に物語を膨らませていった。なお、過去作品と関連づいた作品は過去にもあったが、この時は100年程度の間隔があったのに対し、本作の場合は『神採りアルケミーマイスター』の前日譚であることが明言され、かつ10～20年程度の開きという、ブランドとしては初の試みだった。

### キャラクター設定・デザイン
主要人物のマルクは、「町育ちの料師」という設定をもとに、「華美な装飾品のない、森の知識を持つ青年」というイメージでデザインされた。一方、織物職人見習のソフィアは町の特色から布をふんだんに使った衣装をあしらい、染色を通じて植物に詳しいというイメージから、花のアクセサリーがあしらわれた。
一方、本作のデザイン案の発注が出されたのは企画の初期段階であり、決まっていない設定が多かったことから、原画家への発注内容があいまいになり、修正がたくさん出てくることもあった。うち、ルイリは最初にマルクの相棒であることしかデザイナーに伝えられていなかったが、その後「他国から移り住んだ」という設定をもとに、過去作において同様の設定があったキャラクターと同じく、東洋風のデザインになった。ロランは「自分の置かれた立場に悩んでいる」という設定を基に少年としてデザインしたところ、吟遊詩人という設定が追加されたため、派手な装飾をあしらった美男子としてデザインした結果、イベントCGを描きにくいデザインになってしまったと担当デザイナーのよしだたくまは「BugBug」とのインタビューの中で振り返っている。また、美男子であることを強調するために頭身を調整し、マルクやルイリと並んでも見劣りしないようにした。アルヴィナは「魔剣士」ということでまがまがしい女騎士のデザインを提出したところ、「魔剣士は魔法を使える剣士という意味だ」と返され、茶髪の少女騎士のデザインを提出したところ、今度は「露出をより多く、かつ鎧もかっこよくしてほしい。あと年齢も高めに」という発注が追加された。この内容を基にりりしい表情の女騎士を出したところ、詳細な設定が届き、これを基にデザインの調整が行われた。以上のように手戻りが多く生じたことについて、アルヴィナなどのデザインを担当したうろは、企画する側もデザインがないと決められず、こちらもそういうこともあるだろうと思いながら作業しているので不満はなかったと「BugBug」とのインタビューの中で振り返っている。

### Hシーンアペンド化
エウシュリー作品はゲーム性がメインであり、ユーザ側も成人向け作品であることを忘れていたこともあるくらいだった。このため、少し前の作品からHシーンのスキップモードを導入したところ評判だったため、本作においてはHシーンをアペンドデータとして別売りする方針を立てた。これにより、価格も安く設定できた。また、これまではHシーンを前提に物語を構築してきたが、本作ではHシーンがなくても成立する物語を作る方針が取られた。
このことは原画家にも早い段階で共有されており、うちマルクなどを担当したやくりはHシーン以外のイベントCGが想定以上にきわどくならないようにするのが大変だったと「BugBug」とのインタビューの中で振り返っており、成人向け作品であればサービスシーンとしてパンチラなども用意するが、今回は見送ったとしている。ほかの原画家たちも同様の趣旨を語っており、Hシーンではやっとそういうのを描けるという気持ちになったと話している。

## 反響

### 売り上げ
本作は、発売月の売り上げにおいて、『BugBug』の集計で1位となった。